# Jüz moyenne

Les territoires approximatifs des nomades juz au début du XXe siècle. D’ouest en est : Petite juz, Juz moyenne et Grande juz (au sud) sur la carte du Kazakhstan

La Jüz moyenne (kazakh : Орта жүз, Orta jüz; russe : Средний жуз, Sredni jouz) est l'une des 3 divisions ethniques et territoriales  kazakhes (Jüz).

## Histoire
Les nomades de la  Juz moyenne vivaient dans les territoires orientaux de l'ancienne  Horde d'or, au Centre, au Nord et à l'Est du Kazakhstan. 
On l'appelait aussi Argyn jüz. 
De nombreux poètes et intellectuels célèbres, dont Abaï Kounanbaïouly, Akhmet Baïtoursinoff, Tchokan Valikhanov et Alikhan Boukeïkhanov sont nés dans les territoires de la  Jüz moyenne.

## Tribus constituantes
| Tribu    | en kazakh |
| -------- | --------- |
| Argyn    | Арғын     |
| Nayman   | Найман    |
| Qypshaq  | Қыпшақ    |
| Qongyrat | Қоңырат   |
| Waq      | Уақ       |
| Kerey    | Керей     |